# Гомельська область
Го́мельська о́бласть (біл. Го́мельская во́бласць, рос. Гомельская область) — адміністративно-територіальна одиниця на південному сході Білорусі. Адміністративний центр — Гомель. Населення — 1 516 100 осіб. Площа — 40,4 тис. км².

## Географія

### Розташування і рельєф
Гомельська область знаходиться на південно-західній частині Східно-Європейської рівнини. Західну частину області займає Прип'ятське полісся — рівнина, середня висота якої становить 120—140 метрів над рівнем моря. На правобережжі Прип'яті зустрічаються сильно розмиті моренні пагорби і височини. Найбільше з них — Мозирське пасмо (висота 206 метрів). Зі сходу до Поліської низовини примикає Придніпровська. На північному сході ця низовина поступово переходить у Чечерську рівнину.

### Клімат
Клімат помірно континентальний з теплим літом і порівняно м'якою зимою. Середня температура січня — −6,5 °C, липня — +18,5 °C. Середня кількість річних опадів сягає 550—650 мм. Тривалість вегетативного періоду — 180—200 днів.

### Поверхневі води
Головна річка області Дніпро, що перетинає її території з півночі на південь і тече 420 км. Праві притоки Дніпра: Березина, Прип'ять. Ліві притоки: Сож та інші. Ці річки часто виконують судноплавну функцію. Велике господарче значення також мають притоки Прип'яті: Случ, Птич, Тремля, Іпа, Ствига, Уборть, Словечна. На території Гомельської області є багато озер. Найбільше з них — Червоне (44 кв. км).

### Ґрунти
У ґрунтовому покриві переважають дерново-підзолисті і торф'яно-болотяні ґрунти. На сході поширені дерново підзолисті глиняні і піщані ґрунти. У басейні Прип'яті переважають слабопідзолисті піщані ґрунти, а також торф'яні і торф'яно-болотяні ґрунти. В районі Турова знаходиться значна кількість перегнійно-карбонатних ґрунтів, які є досить родючими.

### Ліси
Територія Гомельської області на 38,6 % зайнята лісами. Особливо вирізняється західний район, у якому лісистість подекуди досягає 60 %. Найбільше хвойних порід, які займають 63 % всіх лісів області. Це переважно сосна. Серед листяних які складають решту лісу переважають дуб, граб, береза, вільха.

### Фауна
Серед тварин зустрічаються такі види: хом'як звичайний, болотна черепаха, заєць білий, вивірка лісова, лисиця руда. Серед птахів — тетерів, сіра куріпка, рябчик, глухар.
Під охороною знаходиться бобер європейський.

## Адміністративний поділ
- Брагінський район
- Буда-Кошельовський район
- Вітківський район
- Гомельський район
- Добруський район
- Єльський район
- Житковицький район
- Жлобинський район
- Калинковицький район
- Корм'янський район
- Лельчицький район
- Лоєвський район
- Мозирський район
- Наровлянський район
- Октябрський район
- Петриковський район
- Речицький район
- Рогачовський район
- Світлогорський район
- Хойницький район
- Чечерський район

## Населення

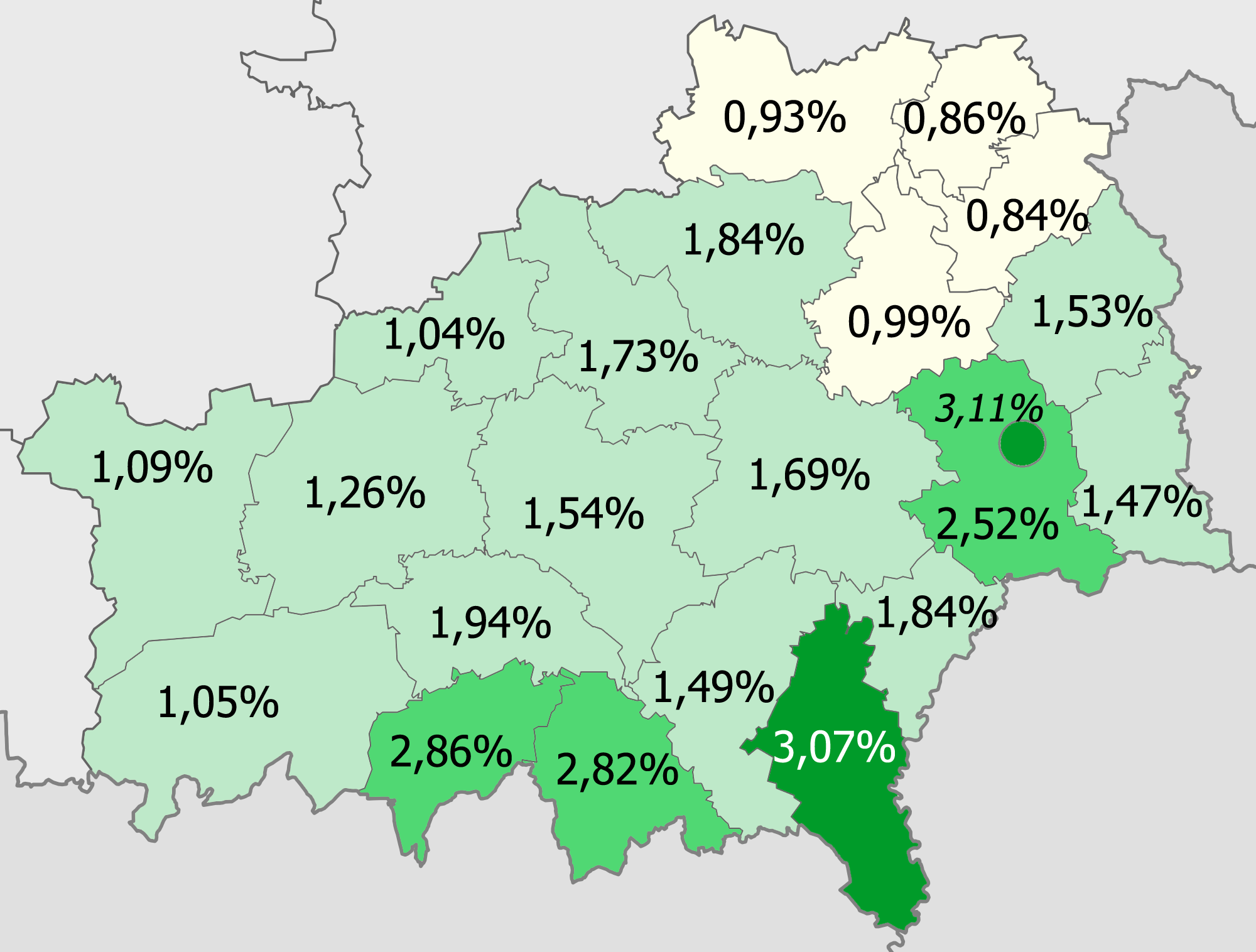
Українці в Гомельській області за даними перепису 2009 року

На території Гомельської області проживає 1535 тис. осіб. У містах проживає — 69 % населення. У селах — 31 %. Середня густота населення — 38 осіб на км².
За даними перепису 2019 року, білоруси становили 87,23 % населення Гомельської області, росіяни — 7,83 %, українці — 1,81 %.

### Мова

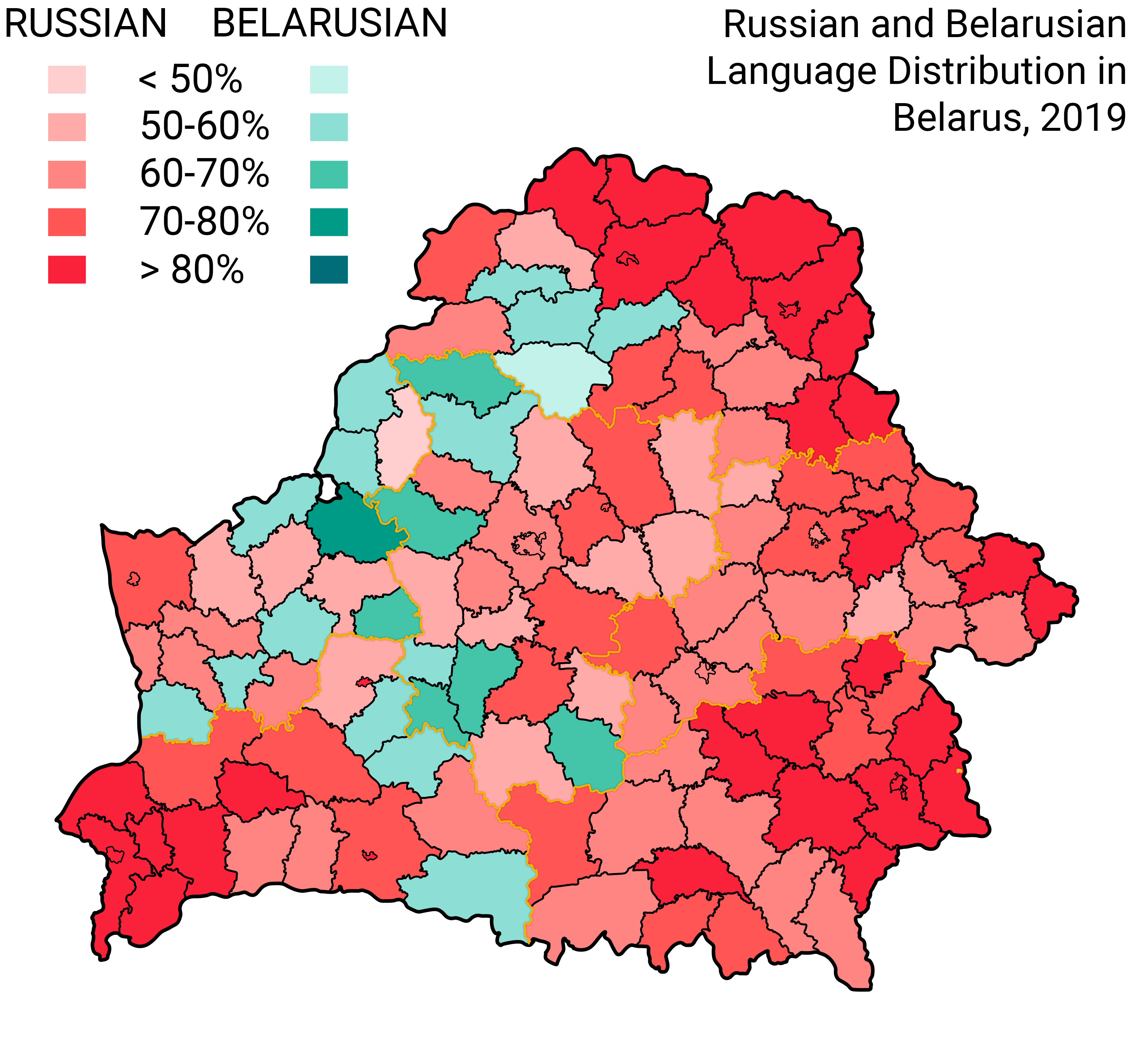
Мови домашнього спілкування у Білорусі за даними перепису 2019 року. Всі райони Гомельської області та місто Гомель були переважно російськомовними.

Рідна мова населення Гомельської області за даними переписів населення:
| Рідна мова | 1999      | 1999    | 2009     | 2009     | 2019     | 2019     |
| Рідна мова | осіб      | частка  | осіб     | частка   | осіб     | частка   |
| ---------- | --------- | ------- | -------- | -------- | -------- | -------- |
| Білоруська | 1 162 518 | 75,24 % | 786 405▼ | 54,58 %▼ | 652 694▼ | 47,01 %▼ |
| Російська  | 350 476   | 22,68 % | 602 823▲ | 41,84 %▲ | 693 744▲ | 49,96 %▲ |

Українська мова є третьою за поширеністю рідною мовою в регіоні: за даними перепису 2009 року, її такою назвали 9 275 осіб або 0,64 % населення Гомельської області, за даними перепису 2019 року — 8 206 осіб або 0,59 % населення Гомельської області.
Між переписами 2009 та 2019 років частка сільського населення Гомельської область, що вважає білоруську мову рідною, скоротилася на 18,1 % (з 78,5 % до 60,4 %), тоді як частка тих, хто вважає такою російську — зросла на 17,4 % (з 19,2 % до 36,6 %). Частка міського населення Гомельської області, що вважає білоруську мову рідною, скоротилася на 2,8 % (з 45,7 % до 42,9 %), тоді як частка тих, хто вважає такою російську — зросла на 3,8 % (з 50,2 % до 54,0 %).
Мови домашнього спілкування населення Гомельської області за даними переписів населення:
| Мова домашнього спілкування | 1999      | 1999    | 2009       | 2009     | 2019       | 2019     |
| Мова домашнього спілкування | осіб      | частка  | осіб       | частка   | осіб       | частка   |
| --------------------------- | --------- | ------- | ---------- | -------- | ---------- | -------- |
| Білоруська                  | 533 750   | 34,55 % | 326 354▼   | 22,65 %▼ | 201 154▼   | 14,49 %▼ |
| Російська                   | 1 004 779 | 65,03 % | 1 037 577▲ | 72,02 %▲ | 1 156 257▲ | 83,27 %▲ |

Між переписами 2009 та 2019 років частка сільського населення Гомельської область, що вказало білоруську мовою домашнього спілкування, скоротилася на 25,2 % (з 55,7 % до 30,5 %), тоді як частка тих, хто вказав такою російську — зросла на 28,7 % (з 38,8 % до 67,5 %). Частка міського населення Гомельської області, що вказало білоруську мовою домашнього спілкування, скоротилася на 0,8 % (з 10,4 % до 9,6 %), тоді як частка тих, хто вказав такою російську — зросла на 3,7 % (з 84,4 % до 88,1 %).
Рідна мова населення адміністративно-територіальних одиниць Гомельської області за даними переписів 2009 та 2019 років: